# آدام فریزل
آدام فریزل (انگلیسی: Adam Frizzell؛ زادهٔ ۲۱ فوریهٔ ۱۹۹۸) بازیکن فوتبال اهل بریتانیا است.
از باشگاه‌هایی که در آن بازی کرده‌است می‌توان به باشگاه فوتبال لیوینگستون و باشگاه فوتبال کیلمارنوک اشاره کرد.
وی همچنین در تیم ملی فوتبال Scotland U20 بازی کرده‌است.
وی در مسابقات کشوری و بین‌المللی در مجموع برندهٔ ۱ مدال برنز شده‌است.